# Лунёнок, Арсений Онуфриевич
Арсений Онуфриевич Лунёнок (1894, с. Паулье, Витебская губерния – 1967, с. Крыжановка, Одесская область) – директор Одесского государственного педагогического института

## Биография
Родился в 1894 году в с. Паулье Витебской губернии в крестьянской семье.
В 1905 году закончил церковно-приходскую школу. В 1908 – 1910 годах работал на селе, а в 1910 – 1912 годах – разнорабочим на железной дороге.
В 1914 – 1916 годах служил в Царской армии. После ранения с июня 1916 года до апреля 1921 году находился в лагере для военнопленных в Германии. После ампутации ноги остался инвалидом.
В 1922 – 1925 годах обучался на рабочем факультете при Иркутском университете. В 1929 году закончил  Одесский институт народного образования по специальности «история».
До февраля 1930 года работал инспектором Купянского окружного  отдела народного образования.
С марта 1930 года до января 1931 года был деканом социально-экономического факультета Одесского  института профессионального образования. Затем до сентября 1933 года обучался в аспирантуре Харьковского института красной профессуры. Было присвоено ученое звание доцента.
С октября 1933 года до сентября 1935 года заведовал кафедрой всеобщей истории Днепропетровского государственного университета. С сентября 1935 года до августа 1937 года заведовал кафедрой всеобщей истории и был деканом историко-филологического факультета Одесского педагогического института.
С 1 сентября 1937 года по июнь 1938 года работал директором Одесского государственного педагогического института.
С 10 июня 1938 года по 21 января 1940 года находился под арестом. После освобождения был реабилитирован   и преподавал в Одесском педагогическом институте.
С 1941 года заведовал кафедрой Пятигорского педагогического института.
С 1956 года до выхода на пенсию  работал доцентом кафедры всеобщей истории на историческом факультете Одесского государственного университета имени И. И. Мечникова.
Умер 3 августа 1967 года в с. Крыжановка под Одессой. Похоронен в Киеве.

## Дети
- Дочь: Валентина Арсентьевна Луненок-Бурмакина. Закончила Одесский госуниверситет. Доктор химических наук, профессор. Заведовала кафедрой химии Киевского медицинского иснтитута.

- Дочь: Ольга Арсентьевна Новикова-Луненок. Закончила Одесский технологический институт консервной промышленности. Доктор наук, Работала в Институте материаловедения Академии наук Украины.